# Catedral Metropolitana de Lima
A Basílica Catedral de Lima y Primada del Perú ou simplesmente Catedral de Lima é a maior igreja do Peru. Localiza-se no centro histórico de Lima.

## A Catedral no Centro Histórico de Lima
A Catedral se encontra incluída como Patrimônio da Humanidade no Centro histórico de Lima e é imprescindível sua visita ao momento de fazer turismo no Peru.

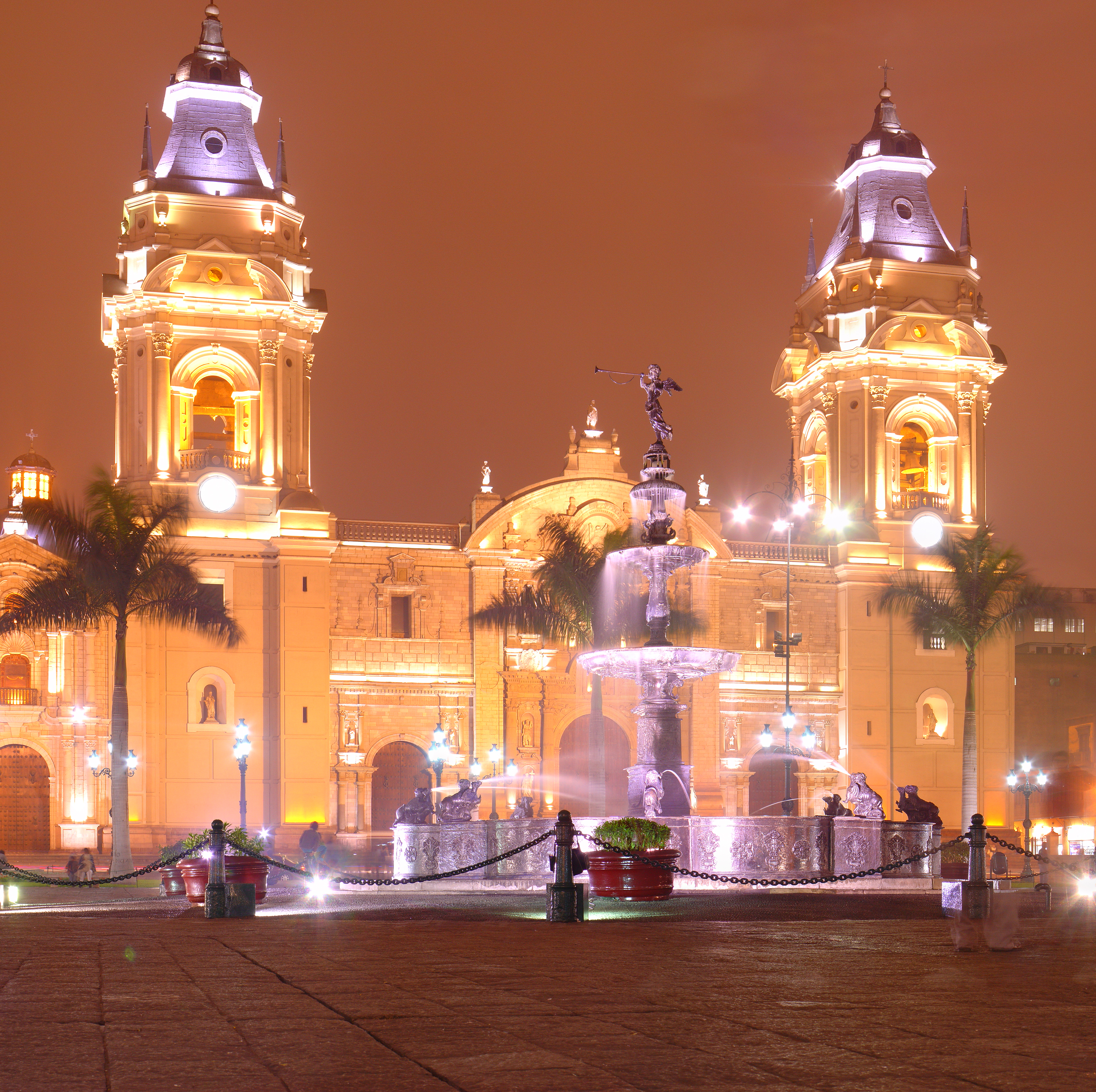
Catedral de Lima durante a noite

Com um design quadrangular, lembra o modelo da Catedral de Sevilha. O estilo é neoclássico, embora tenha elementos construtivos e decorativos que vão desde o estilo gótico tardio, para o estilo chamado "plateresco". As duas torres altas, com telhados de ardósia, são neoclássicas, com influências estilísticas da escola de "El Escorial" e Norte da Europa.
No ano 2005, foi renovada a iluminação da Catedral como parte de um projeto da Municipalidade de Lima e o grupo Endesa. Durante a semana, a Catedral brinda, aos turistas, o recinto religioso como museu, que conserva notáveis obras artísticas de épocas coloniais.